# Phyllophaga columbiana
Phyllophaga columbiana är en skalbaggsart som beskrevs av Blanchard 1851. Phyllophaga columbiana ingår i släktet Phyllophaga och familjen Melolonthidae. Inga underarter finns listade i Catalogue of Life.